# Franz Bader (Kunsthändler)
Franz Bader (geboren 19. September 1903 in Wien, Österreich-Ungarn; gestorben 14. September 1994 in Washington, D.C.) war ein austroamerikanischer Buchhändler, Kunsthändler, Galerist und Fotograf.

## Leben
Franz Bader wuchs in einer Wiener jüdischen Familie auf; er war ein Sohn des aus Kremsier stammenden David Bader und der Wienerin Elsa Steindler (1880–1955). Sein Vater wurde im KZ Auschwitz ermordet. Bader heiratete 1928 Antonia Blaustein (1909–1969), die mit Bader emigrierte. Nach ihrem Tod heiratete Bader 1971 Virginia Forman.
Bader besuchte das Realgymnasium und die Wiener Handelakademie. Am 7. September 1937 erwarben der Brite Max Bardega und Franz Bader von Henriette Engel die Wallishausser’sche Buchhandlung, seinerzeit die älteste Buchhandlung Wiens. Nach dem Anschluss Österreichs wurde die Firma vom Alten Kämpfer Karl Stary arisiert.
Bader glückte 1939 mit einem Affidavit für eine Beschäftigung in einer Buchhandlung in Washington, D.C. die Einwanderung in die USA. Er arbeitete dort bis 1951 in James Whyte’s bookshop zunächst als Angestellter, dann als Teilhaber und schließlich als Generalmanager und erweiterte die Aktivitäten der Buchhandlung um eine Kunstgalerie für junge lokale Künstler. 1953 gründete er sein eigenes Unternehmen unter dem Namen Franz Bader Gallery and Bookshop mit Buchhandel, Buchantiquariat und Kunstgalerie, das nach mehreren Umzügen 1979 seinen Sitz in der Eye Street hatte. 1985 schied er altersbedingt aus dem Geschäft aus, die Galerie hatte auch später noch Bestand. Bader prägte die Washingtoner Kunstszene. Er war auch als Gelegenheitsfotograf erfolgreich und wurde ausgestellt.
Bader wurde in Washington an seinem 80. Geburtstag mit einem Franz Bader day geehrt und mit dem DC Mayor’s Arts Award. Er erhielt 1963 das Goldene Ehrenzeichen für Verdienste um die Republik Österreich, das Bundesverdienstkreuz Erster Klasse der Bundesrepublik Deutschland, 1989 das Österreichische Ehrenkreuz für Wissenschaft und Kunst und mehrere Ehrendoktorwürden.